# 시클로스포린
시클로스포린(ciclosporin, cyclosporine, cyclosporin)은 면역억제제이자 천연물질이다. 구강으로 섭취하거나 정맥 주사를 통해 투여되며 류머티스 관절염, 건선, 크론병, 신증후군, 그리고 이식 거부를 예방하기 위한 장기 이식을 위해 사용된다. 건성각결막염(안구건조증)을 위한 안약으로 사용되기도 한다.
일반적인 부작용으로는 고혈압, 두통, 신부전, 두발 성장의 증가, 구토가 포함된다. 그 밖의 심각한 부작용으로는 감염 위험 증가, 간 질환, 림프종 위험 증가가 포함된다. 부작용의 위험을 줄이기 위해서는 약물의 혈액 수준을 검사하는 것이 좋다. 임신 중 복용하면 조산할 수 있다. 그러나 시클로스포린은 선천성 장애를 일으키지는 않는 것으로 보인다.
시클로스포린은 림프구의 기능을 떨어트림으로써 동작하는 것으로 간주된다. 칼시뉴린의 포스파타아제를 차단하기 위해 시클로필린 집합체를 형성함으로써 수행되며, 다시 말해 T-림프구에 의한 염증성 사이토카인의 생성을 줄이는 것을 의미한다.
시클로스포린은 1971년 균계 Tolypocladium inflatum으로부터 분리되었으며 1983년 의학용으로 사용되기 시작했다. 의료제도에 필수적인 가장 효과적이고 안전한 의약품 목록인 WHO 필수 의약품 목록에 등재되어 있다. 개발도상국의 도매가는 한 달 기준 대략 US$106.50이다. 영국에서의 비용은 1개월 당 대략 (NHS) GB£121.25에 달한다. 미국 내 도매가는 1개월 당 대략 US$172.95이다. 2016년, 200만 건 이상의 처방과 더불어 미국에서 213번째로 많이 처방을 받은 약물이었다.

## 같이 보기
- 피마자유
- 에탄올